# Zapallar
Zapallar è un comune del Cile della provincia di Petorca nella Regione di Valparaíso. Al censimento del 2002 possedeva una popolazione di 5.659 abitanti.

## Società

### Evoluzione demografica
| Censimento del 1992 | Censimento del 2002 |
| 4.554 ab.           | 5.659 ab.           |